# Byron Beck
Byron A. Beck (Ellensburg, 25 gennaio 1945) è un ex cestista statunitense, professionista nella ABA e nella NBA.

## Carriera
Venne selezionato dai Chicago Bulls al secondo giro del Draft NBA 1967 (15ª scelta assoluta).

## Palmarès
- ABA All-Star Game: 2

1969, 1976
- Secondo giocatore con il maggior numero di partite giocate nella storia dell'ABA (694)
- Ottavo migliore rimbalzista di sempre ABA
- Ventesimo miglior marcatore di sempre ABA
- Cinquantacinquesimo per numero di assist di sempre ABA